# Sufjan Stevens
Sufjan Stevens (Detroit, Michigan, 1 de juliol de 1975) és un cantautor i multiinstrumentista estatunidenc.
Ha publicat un total de set àlbums d'estudi en solitari i múltiples àlbums col·laboratius amb altres artistes. El seu àlbum debut A sun came es va publicar l'any 2000 amb la discogràfica Asthmatic Kitty, la qual va cofundar amb el seu padrastre. Va rebre un ampli reconeixement pel seu àlbum Illinois, de 2005, que va arribar a la primera posició del rànquing de Billboard Top Heatseekers i pel single «Chicago» d'aquest àlbum. Posteriorment, Stevens va contribuir a la banda sonora del film de drama romàntic Call Me by Your Name, i va rebre una candidatura a l'Oscar a la Millor Cançó Original i una candidatura al Premi Grammy a la Millor Cançó Escrita per a Mitjans Visuals pel single principal de la banda sonora, Mystery of Love.
Stevens ha publicat àlbums de diferents estils, des de l'electrònica de Enjoy Your Rabbit i el folk lo-fi de Seven Swans fins a la instrumentació simfònica d'Illinois i la nadala de Songs for Christmas. Stevens toca una gran varietat d’instruments, molts dels quals utilitza ell mateix en un sol enregistrament. La música de l'artista també és coneguda per explorar temes diversos, particularment la religió i l'espiritualitat.

## Primers anys de vida
Sufjan Stevens va néixer a Detroit, però es va criar a Petoskey, un poble del nord de la península inferior de Michigan. Stevens va ser criat pel seu pare Rasjid, d’origen lituà, i la seva madrastra, ja que la seva mare Carrie, d’origen grec, va abandonar la família quan Stevens tenia un any: patia depressió, esquizofrènia, bipolaritat i alcoholisme, i només veia els seus fills ocasionalment a Oregon, on vivia amb el seu segon marit Lowell Brams, qui es va convertir més tard en el cap del segell discogràfic de Stevens, Asthmatic Kitty.
Stevens va estudiar a la Detroit Waldorf School, Petoskey High School i Interlochen Arts Academy, i es va graduar a la Harbour Light Christian School. Després va assistir a Hope College a Holland, Michigan, on va estudiar literatura i enginyeria musical i es va graduar amb honors, i després va obtenir un Master of Fine Arts en escriptura creativa a The New School de Nova York. Més tard va esdevenir dissenyador gràfic.
Sufjan és un nom persa, que significa "ve amb una espasa". És anterior a l'Islam i pertanyia a Abu-Sufyan, una figura de la història islàmica primerenca. El nom va ser donat a Stevens pel fundador de Subud, una comunitat espiritual interfe a la qual pertanyien els seus pares quan va néixer.

## Carrera musical

### Inicis i "el projecte dels cinquanta estats" (1995-2006)
Sufjan Stevens va començar la seva carrera musical quan estudiava a Holland, Michigan. Era membre de Marzuki, una banda de folk-rock indie que va ser nomenada a partir del seu germà Marzuki Stevens, antic maratonià professional, i de la banda de garatge Con Los Dudes. També tocava, i segueix tocant, diversos instruments per la banda de rock Danielson. Durant el seu últim semestre a Hope College, Stevens va crear el seu primer àlbum en solitari, A Sun Came (2000), en el qual tocava divuit instruments diferents. Va formar Asthmatic Kitty amb el seu padrastre Lowell, i l’any següent va publicar Enjoy Your Rabbit (2001), àlbum de música electrònica inspirat en el zodiac xinès.
Stevens pràcticament va deixar la música després de mudar-se a Nova York per a fer el màster d’escriptura a la New School for Social Research, on es va sentir atret pels relats curts, que pensava que el portarien a escriure una novel·la, però mai va succeir. Va tornar a compondre cançons, i va crear el seu tercer àlbum: Michigan (2003), un homenatge al seu estat natal. Stevens toca quasi tots dels vint instruments utilitzats, entre ells l’oboè, el vibràfon, i la guitarra i el banjo. A partir de llavors, Stevens va anunciar la intenció de fer un àlbum per a cadascun dels cinquanta estats dels Estats Units d’Amèrica, que va anomenar “el projecte dels cinquanta estats” (Fifty States Project) que, segons l’artista, seria una manera d’explorar el significat de ser americà i entendre l’identitat americana.
Al març del 2004, Stevens va publicar un àlbum que no formava part del seu nou projecte: Seven Swans, pràcticament dominat pel banjo i la guitarra, i centrat en la seva espiritualitat cristiana. Tot seguit, va publicar el segon àlbum del "projecte dels cinquanta estats", Illinois (2005), que inclou referències sobre el mateix estat, com les ciutats de Chicago, Decatur i Jacksonville; l'exposició universal de 1893, la mort d'un amic el dia de Casimir Pulaski, el poeta Carl Sandburg i l'assassí en sèrie John Wayne Gacy. Tot i així, Stevens també inclou referències a la seva fe cristiana. Encara que la seva publicació estava programada pel 5 de juliol de 2005, l'àlbum es va retardar per qüestions legals sobre l'ús de Superman a la portada original. A les primeres 5.000 còpies del vinil doble d’Illinois, es va col·locar un adhesiu d’un globus sobre el personatge, i tant a les següents impressions com al CD, hi havia un espai buit on es trobava la seva imatge.
Illinois va rebre una gran aclamació i va ser l’àlbum més ben valorat del 2005 a Metacritic a partir de ressenyes de Los Angeles Times, Pitchfork, Billboard, Entertainment Weekly, Rolling Stone, The New York Times i The Guardian, entre d'altres. Els premis PLUG Independent Music de 2006 van atorgar Stevens amb l’Àlbum de l’any, el Millor embalatge d’àlbum i l’Artista masculí de l’any, i també va rebre el premi Pantheon de 2005, concedit a àlbums destacables que venen menys de 500.000 exemplars.
A l'abril de 2006, Stevens va anunciar que 21 peces de música que havien resultat de les sessions de gravació d'Illinois s'incorporarien a un nou àlbum, anomenat The Avalanche, que es va publicar l'11 de juliol del 2006. L'11 de setembre de 2006, a Nashville, Tennessee, Stevens va estrenar una nova composició: una peça de més de deu minuts que es titulava Majesty Snowbird, que no va arribar mai a publicar-se oficialment. El 21 de novembre de 2006, es va estrenar Songs for Christmas, recopilació de cinc CD amb nadales originals i estàndards. Les cançons eren enregistrades cada desembre des del 2001 (excepte el 2004) per Stevens i diferents col·laboradors, entre ells Vito Aiuto, de la banda de gòspel The Welcome Wagon, i les enviaven a amics i familiars com a felicitació de Nadal. Stevens va emprendre el projecte inicialment com un exercici "per fer-se apreciar més el Nadal".
Tot i que a vegades s’especulava per intentar relacionar el treball posterior de Stevens amb futurs "projectes Estats", i el mateix Stevens va fer declaracions puntuals al·ludint el futur del projecte, Sufjan va admetre més tard que el projecte havia estat un "truc promocional" i no un que hagués volgut completar seriosament.
Les cançons «The Tallest Man, The Broadest Shoulders» de l'àlbum Illinois i «All the Trees of the Field Will Clap Their Hands» de Seven Swans es van incloure al film britànic Driving Lessons de 2006, protagonitzat per Julie Walters i Rupert Grint, actors coneguts per la saga de pel·lícules de Harry Potter.

### Àlbum de banda sonora i diversos projectes col·laboratius (2006-2009)
Durant les vacances d'hivern de 2005, Stevens va gravar i coproduir un àlbum amb Rosie Thomas i Denison Witmer tocant el banjo i proporcionant veu d’acompanyament, que es va publicar el 13 de març de 2007 titulat These Friends of Mine. A l'abril de 2006, Pitchfork havia enunciat erròniament que Stevens i Thomas tindrien un bebè junts, i es van veure obligats a desmentir-ho.
L'any 2007, Stevens va actuar esporàdicament: el 5 de febrer al Kennedy Center de Washington D.C. per celebrar el desè aniversari dels concerts del Millennium Stage, i a l’abril fent una sessió de vídeo acústic al Take-Away Show de Vincent Moon, gravat al terrat del Memorial Hall a Cincinnati.
El 31 de maig de 2007, Asthmatic Kitty va anunciar que Stevens estrenaria un nou projecte titulat The BQE a principis de novembre del mateix any. El projecte, batejat com una "exploració simfònica i cinematogràfica de l’infame Brooklyn-Queens Expressway de la ciutat de Nova York", es va presentar en una actuació en directe de trenta minuts. The BQE comptava amb una pel·lícula original de Stevens (rodada en pel·lícula Super 8 i estàndard de 16 mm), i una banda sonora en directe exclusivament instrumental. La funció va incloure trenta-sis intèrprets, entre ells una banda petita, un conjunt de vents metall i fusta, corda, i hula hoopers. La Brooklyn Academy of Music va encarregar The BQE perquè formés part del seu Next Wave Festival, i es va interpretar tres nits consecutives: de l'1 al 3 de novembre del 2007. Les actuacions van esgotar les 2.109 butaques del BAM Opera House sense fer-ne publicitat. The BQE va guanyar el premi Brendan Gill del 2008, que s'atorga anualment a les obres que capten millor l'esperit de Nova York. El CD es va publicar el 20 d'octubre de 2009.
Stevens també ha treballat com a assagista a Asthmatic Kitty Records i la revista Topic. Va escriure la introducció a l'edició de 2007 de The Best American Nonrequired Reading, de Dave Eggers, una història breu sobre la seva educació infantil i sobre aprendre a llegir titulada How I Trumped Rudolf Steiner and Overcame the Tribulations of Illiteracy, One Snickers Bar at a Time. Aquell hivern, Stevens va organitzar un concurs de cançons de Nadal anomenat Xmas Song Exchange Contest en què el guanyador Alec Duffy va obtenir drets exclusius de la cançó original de Stevens Lonely Man of Winter. La pista només es podia escoltar assistint a festes privades a casa de Duffy a Brooklyn i a altres llocs de tot el món fins al 2018, quan Duffy va negociar amb Asthmatic Kitty Records per publicar la cançó amb tots els ingressos dirigits a l'organització JACK de Duffy.
Durant el 2007, Stevens va tocar el piano a l'àlbum Boxer, de The National, instruments variats a All This Could Kill You de Ben + Vesper i oboè i veu a Noise In You de David Garland. L’any 2008, Stevens va produir Welcome to The Welcome Wagon, l'àlbum debut de la parella Vito i Monique Aiuto, The Welcome Wagon.
Al febrer de 2009, Stevens va contribuir amb You Are the Blood a l'àlbum Dark Was the Night produït per la Red Hot Organization, organització sense ànim de lucre contra el sida. A l'abril del mateix any, Stevens va penjar en línia una cançó sobre la directora de cinema Sofia Coppola que havia escrit quan estava a la universitat a partir d’una sèrie de cançons sobre noms.

### Àlbums d'estudi en solitari (2009-2011)
Al setembre de 2009, Stevens va començar a interpretar quatre cançons noves durant la seva gira de tardor: All Delighted People, Impossible Soul, Too Much i Age of Adz. El primer tema es va publicar més endavant, el 20 d'agost de 2010, per a descàrrega digital, en un nou EP: All Delighted People, que es construeix al voltant de dues versions de la pista anomenada igual que el títol, que és un homenatge a The Sound of Silence de Simon and Garfunkel. L’àlbum va arribar al número 27 del Billboard 200 només a través de les seves vendes digitals. Els altres tres temes es van publicar en el seu LP The Age of Adz, el 12 d'octubre de 2010. El títol i la portada de l’àlbum fan referència a l’art apocalíptic de Royal Robertson, un artista i autoproclamat profeta esquizofrènic. Tot i això, l’àlbum tracta temàtiques personals com l’amor, sexe, mort, malaltia, ansietat i suïcidi. Més tard, Stevens va declarar que havia patit una misteriosa infecció per virus que afectava el seu sistema nerviós, i el dolor crònic el va obligar a deixar de treballar durant diversos mesos. The Age of Adz va ser el resultat del procés de patir aquests problemes de salut.
Els dos àlbums ofereixen una àmplia gamma d’arranjaments, des d’orquestral fins a electrònica, i presenten molts estils, des de disco fins a folk. La durada de les pistes també és àmplia; Djohariah de All Delighted People és de 17 minuts, mentre que Impossible Soul de The Age of Adz dura 25 minuts.
El 6 d'octubre de 2009, Asthmatic Kitty Records va publicar l’àlbum Run Rabbit Run, arranjament d’Enjoy Your Rabbit per a instruments de corda, interpretat pel quartet Osso, que ja havia col·laborat a Illinois de Stevens. El 8 de desembre d’aquell any es va publicar Library Catalog Music Series: Music For Insomnia, el primer àlbum de Lowell Brams, padrastre de Stevens, en el qual Sufjan va contribuir tocant instruments com el piano, l'autoarpa i el sintetitzador. L’àlbum, completament instrumental, estava pensat per a utilitzar-se en pel·lícules o televisió, o com a soroll de fons per a la relaxació. The Guardian el va considerar el projecte més avorrit de Stevens.
L’octubre de 2010, Stevens va iniciar una gira nord-americana a Mont-real. Va durar aproximadament un mes i va acabar a la ciutat de Nova York. A principis del 2011, l’artista va actuar al Festival de Sydney, i als mesos d’abril i maig va recórrer Europa.

### Altres projectes col·laboratius (2012-2014)
El 27 de febrer de 2012 es va anunciar que Stevens publicaria un EP col·laboratiu anomenat Beak & Claw el 20 de març, amb els artistes Son Lux, banda experimental, i Serengeti, raper, al segell discogràfic Anticon.
Stevens va publicar un vinil 7" amb Rosie Thomas pel Record Store Day de 2012: Hit & Run Vol. 1. També va col·laborar amb el coreògraf Justin Peck en dos ballets pel New York City Ballet: Year of the Rabbit (2012) i Everywhere We Go (2014).
El 13 de novembre de 2012 es va publicar un segon recopilatori de nadales: Silver & Gold: Songs for Christmas, Vols. 6–10. Compta amb 58 cançons que, combinades amb les del primer recopilatori de nadales, Songs for Christmas (2006), en sumen un total de 100. Per a promocionar la nova publicació, Stevens va fer una gira pels Estats Units d’Amèrica anomenada The Sirfjam Stephanapolous Christmas Sing-A-Long Seasonal Affective Disorder Spectacular Music Pageant Variety Show Disaster. L’11 de desembre de 2012, Stevens va publicar Chopped and Scrooged, un mixtape d’estil hip-hop de temàtica nadalenca amb música de Silver & Gold.
El 18 de març de 2014 es va publicar l’àlbum Sisyphus, una col·laboració entre Stevens, Son Lux i Serengeti.

### Carrie & LowelliPlanetarium(2015-2017)

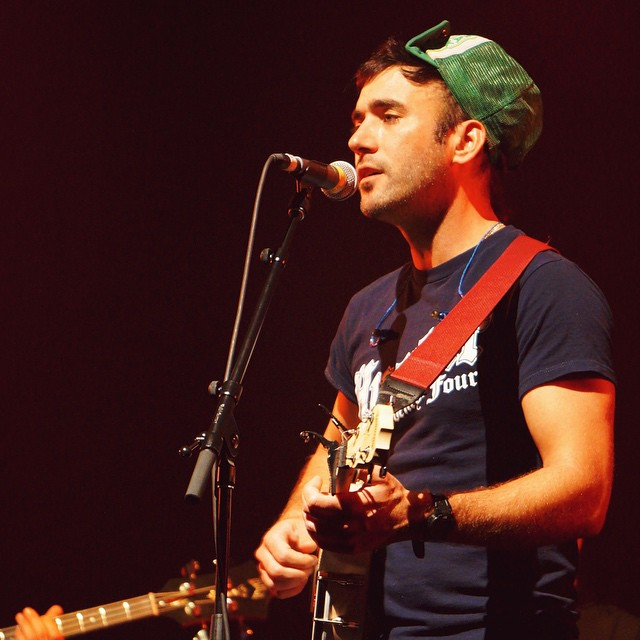
Sufjan Stevens en concert el 2015.

El 12 de gener de 2015, Asthmatic Kitty Records va anunciar que Stevens publicaria un nou àlbum anomenat Carrie & Lowell el 31 de març del mateix any. Stevens va compartir el primer single de l'àlbum, No Shade in the Shadow of the Cross, el 16 de febrer de 2015.
L'àlbum va obtenir una gran aclamació de la crítica: la revista Pitchfork el va considerar el millor àlbum de Stevens, Stereogum el va situar a la 16a posició a la llista dels 100 millors àlbums de la dècada 2010, mentre que la revista Consequence of Sound el va classificar com el 43è millor àlbum de la dècada. Stevens va assegurar que l’àlbum era el seu procés de dol per la mort de la seva mare Carrie degut a un càncer d’estómac al 2012. Per una banda, l'artista recorda els moments en què es va sentir més proper a la seva mare, quan de petit la visitava a ella i al seu padrastre Lowell a Oregon; per una altra banda, reflexiona sobre el buit que van deixar el distanciament i la mort de la seva mare.
El 26 de gener de 2015, Asthmatic Kitty Records va anunciar una gira per Amèrica del Nord, que va començar l'abril de 2015 per coincidir amb el nou àlbum. Stevens també va encapçalar el festival End of the Road al Regne Unit al setembre. El 21 de juliol, es va anunciar un segon conjunt de dates de gira dels Estats Units, que van tenir lloc a l'octubre i al novembre de 2015.
El 28 d'abril de 2017 es va publicar Carrie & Lowell Live, àlbum i pel·lícula dels concerts en viu amb noves interpretacions i ampliacions de les cançons de Carrie & Lowell. A més, Stevens va anunciar una altra peça relacionada amb Carrie & Lowell: el mixtape The Greatest Gift, que es va publicar el 24 de novembre de 2017. Inclou quatre cançons inèdites de les sessions de gravació de l'altre àlbum, a més de diverses remescles i demos.
El 28 de març de 2017, la National Public Radio va informar que Stevens col·laborava amb el compositor Nico Muhly, Bryce Dessner, de The National i James McAlister en un “projecte galàctic” anomenat Planetarium. El projecte es va iniciar el 2011, quan la sala de concerts holandesa Muziekgebouw Eindhoven va encarregar a Muhly que escrigués un cicle de cançons per a set trombons i quartet de corda. Els artistes es van inspirar en el Sistema Solar i van interpretar per primera vegada les composicions al MusicNOW Festival de Cincinnati al 2012. El primer single, Saturn, es va publicar el març del 2017, i es va anunciar que Planetarium seria publicat el 9 de juny de 2017. L'àlbum va ser descrit com una "col·laboració entre quatre brillants músics, amb lletres de Sufjan Stevens que giren entorn la mitologia, l'astrologia, la ciència, l'astronomia i les complexitats de la consciència humana".

### Call Me by Your Namei singles (2017-present)
El gener de 2017, es va anunciar que Stevens aportaria cançons originals escrites i enregistrades per ell mateix per a la pel·lícula Call Me by Your Name, drama romàntic coming-of-age dirigit per Luca Guadagnino i basat en la novel·la del mateix nom d'André Aciman. La pel·lícula es va estrenar el 24 de novembre de 2017 als Estats Units i el 26 de gener de 2018 a Espanya, per Sony Pictures Classics. La banda sonora va presentar dues cançons noves: Mystery of Love, que va aparèixer en el tràiler de la pel·lícula, i Visions of Gideon; a més, va incloure un remix de la pista Futile Devices de l'àlbum de 2010 The Age of Adz. La pel·lícula va rebre un gran nombre de premis, entre ells un premi de l’Acadèmia i un BAFTA al Millor Guió Adaptat, i Mystery of Love va obtenir una nominació a l'Oscar a la Millor Cançó Original. Més tard, el mateix any, la cançó va rebre una nominació al Premi Grammy a la Millor Cançó Escrita per a Mitjans Visuals.
El 5 de desembre de 2017, Stevens va publicar Tonya Harding, cançó sobre la patinadora artística Tonya Harding. El videoclip mostra l’actuació de Harding als Campionats de patinatge artístic dels Estats Units de 1991, en la qual va ser la primera dona estatunidenca en completar un triplet en competició. El single es va oferir per a descàrrega i streaming digital, i seguidament es va publicar en casset i vinil en dues versions: la que apareix al vídeo (subtitulada "en Re major") i un arranjament només per a piano ("en Mi bemoll major"). En un assaig, Stevens va revelar que havia tingut la intenció d’escriure una cançó sobre Harding des de 1991. La cançó va ser oferida als productors a la pel·lícula biogràfica I, Tonya, que es va estrenar en el mateix mes, però van decidir no incloure-la al film. La mateixa Tonya Harding va dir que no tenia cap interès en escoltar la cançó.
A l'octubre de 2018, Stevens i l'artista de música pop Angelo De Augustine van enregistrar un duet col·laboratiu del single Time de De Augustine: el primer tocant el piano i el segon la guitarra i cantant.
El 29 de maig de 2019, Stevens va publicar dues cançons noves, titulades Love Yourself i With My Whole Heart, en celebració del mes de l’orgull gai. La publicació oficial dels singles incloïa una versió demo de Love Yourself del 1996 i una breu reedició instrumental. A més, Stevens va dissenyar una samarreta, i es va anunciar que una part dels ingressos del projecte aniria al Ali Forney Center de Nova York i al Ruth Ellis Center de Detroit, dues organitzacions que ajuden als nens LGBTQ+ sensesostre dels Estats Units. A l'octubre de 2019, Stevens va publicar un àlbum titulat The Decalogue amb el pianista Timo Andres. Es basa en el ballet del mateix nom de Justin Peck, del 2017, compost per Stevens.
El 23 de març de 2020, Stevens va publicar un àlbum col·laboratiu amb el seu padrastre, Lowell Brams, Aporia, gravat durant diversos anys de jam sessions. La paraula del títol és d’origen grec i significa “sense pas” o “en pèrdua.” El 21 d’abril del mateix any, es va publicar el single Santa Barbara de Angelo De Augustine, en el qual Stevens va col·laborar amb veu i guitarra.

## Estil musical
La música de Sufjan Stevens ha estat associada amb gèneres com indie folk, rock alternatiu, indie rock, indie pop, pop barroc, chamber pop, folk pop, folk avantguardista, lo-fi folk, clàssica i electrònica. Stevens ha estat comparat amb artistes com Elliott Smith, Bright Eyes i Simon and Garfunkel.
La seva obra acostuma a explorar temes com l’amor, la religió, l'espai exterior i el dol. Encara que moltes de les seves cançons continguin al·lusions espirituals, Stevens no s’identifica amb el gènere de música cristiana contemporània ni li agrada parlar amb la premsa sobre la seva fe.

## Vida personal
Sufjan Stevens actualment viu a Nova York, on és membre del personal de Brooklyn del segell discogràfic Asthmatic Kitty Records. És cristià i, al 2005, va declarar que assistia a una església episcopal anglocatòlica.
Com a multiinstrumentista, Stevens és conegut pel seu ús del banjo, però també toca la guitarra, el piano, la bateria, vent-fusta i bastants altres instruments, i sovint els toca tots en els seus àlbums a través d'un enregistrament multipista. Va estudiar oboè i corn anglès a l'escola, però Stevens no va aprendre a tocar la guitarra fins a la seva estada a Hope College, a Michigan.

## Discografia

### Àlbums d'estudi en solitari
- A Sun Came (2000)
- Enjoy Your Rabbit (2001)
- Michigan (2003)
- Seven Swans (2004)
- Illinois (2005)
- The Age of Adz (2010)
- Carrie & Lowell (2015)
- The Ascension (2020)
- Convocations (2021) (col·lecció de cinc volums)
- Javelin (2023)

### Àlbums d'estudi col·laboratius
- Planetarium (amb Bryce Dessner, Nico Muhly i James McAlister) (2017)
- Aporia (amb Lowell Brams) (2020)
- A Beginner's Mind (amb Angelo De Augustine) (2021)

### Compilacions
- The Avalanche (2006)
- Songs For Christmas (2006)
- Silver & Gold (2012)

### Àlbums en directe
- Carrie & Lowell Live (2017)

### Àlbums de banda sonora
- The BQE (2009)
- The Decalogue (amb Timo Andres) (2019)

### EPs
- Noel (amb Matt Morgan) (2001)
- Hark! (2002)
- Ding! Dong! (2003)
- An Album Club Exclusive (2005)
- Joy (amb Bridgit DeCook) (2005)
- Peace (2006)
- Gloria! (amb Aaron Dessner and Bryce Dessner) (2006)
- I Am Santa's Helper (2007)
- Infinity Voyage (2008)
- Let It Snow! (2009)
- All Delighted People (2010)
- Christmas Unicorn (2010)
- Hit & Run Vol. 1 (amb Rosie Thomas) (2012)

### Mixtapes
- Chopped and Scrooged (2010)
- The Greatest Gift (2017)

### Singles
| Títol                                                     | Any  | Àlbum                |
| --------------------------------------------------------- | ---- | -------------------- |
| The Dress Looks Nice on You                               | 2004 | Seven Swans          |
| I Went Dancing with My Sister                             | 2009 | Seven Swans          |
| I Walked                                                  | 2010 | The Age of Adz       |
| Too Much                                                  | 2010 | The Age of Adz       |
| Take the Time (amb Cat Martino)                           | 2013 | Single sense àlbum   |
| A Little Lost                                             | 2014 | Single sense àlbum   |
| No Shade in the Shadow of the Cross                       | 2015 | Carrie & Lowell      |
| Should Have Known Better                                  | 2015 | Carrie & Lowell      |
| Blue Bucket of Gold                                       | 2015 | Carrie & Lowell      |
| Exploding Whale                                           | 2015 | Single sense àlbum   |
| Saturn (amb Bryce Dessner, Nico Muhly, i James McAlister) | 2017 | Planetarium          |
| Venus (amb Bryce Dessner, Nico Muhly, i James McAlister)  | 2017 | Planetarium          |
| Mystery of Love                                           | 2017 | Call Me by Your Name |
| Tonya Harding                                             | 2017 | Single sense àlbum   |
| Lonely Man of Winter                                      | 2018 | Single sense àlbum   |
| Love Yourself/With My Whole Heart                         | 2019 | Single sense àlbum   |

### Singles promocionals
| Títol                                                      | Any  | Àlbum                |
| ---------------------------------------------------------- | ---- | -------------------- |
| Put the Lights on the Tree                                 | 2006 | Songs for Christmas  |
| Carrie & Lowell                                            | 2015 | Carrie & Lowell      |
| Chicago                                                    | 2016 | Illinois             |
| Mercury (amb Bryce Dessner, Nico Muhly, i James McAlister) | 2017 | Planetarium          |
| Neptune (amb Bryce Dessner, Nico Muhly, i James McAlister) | 2017 | Planetarium          |
| Wallowa Lake Monster                                       | 2017 | The Greatest Gift    |
| John My Beloved                                            | 2017 | The Greatest Gift    |
| Blue Bucket of Gold (Live)                                 | 2017 | Carrie & Lowell Live |

### Videoclips
| Títol                 | Any  | Directors/es                                        |
| --------------------- | ---- | --------------------------------------------------- |
| «Too Much»            | 2010 | Deborah Johnson                                     |
| «Year of the Tiger»   | 2014 | Geoffrey Hoskinson                                  |
| «Saturn»              | 2017 | Deborah Johnson                                     |
| «Mercury»             | 2017 | Deborah Johnson                                     |
| «Venus»               | 2017 | Deborah Johnson                                     |
| «Neptune»             | 2017 | Deborah Johnson                                     |
| «The Greatest Gift»   | 2017 | Sufjan Stevens                                      |
| «Mystery of Love»     | 2018 | Luca Guadagnino (fragments de Call Me by Your Name) |
| «Video Game»          | 2020 | Nicole Ginelli                                      |
| «Sugar»               | 2020 | Erza Hurwitz                                        |
| «Tell Me You Love Me» | 2021 | Luca Guadagnino                                     |

## Premis
| Any  | Obra              | Premi                                      | Categoria                                  | Resultat  |
| ---- | ----------------- | ------------------------------------------ | ------------------------------------------ | --------- |
| 2020 | Visions of Gideon | Gold Derby Awards                          | Cançó original de la dècada                | Nominat   |
| 2020 | Mystery of Love   | Gold Derby Awards                          | Cançó original de la dècada                | Nominat   |
| 2019 | Mystery of Love   | Premis Grammy                              | Millor cançó escrita per a mitjans visuals | Nominat   |
| 2019 | Mystery of Love   | Premis David di Donatello                  | Millor cançó                               | Guanyador |
| 2019 | Mystery of Love   | GALECA Dorian Awards                       | Interpretació musical televisiva de l'any  | Nominat   |
| 2018 | Mystery of Love   | Georgia Film Critics Association (GAFCA)   | Millor cançó original                      | Nominat   |
| 2018 | Mystery of Love   | Premis Oscar                               | Millor cançó original                      | Nominat   |
| 2018 | Mystery of Love   | Guild of Music Supervisors Awards          | Millor cançó creada per a una pel·lícula   | Guanyador |
| 2018 | Mystery of Love   | Gold Derby Awards                          | Cançó original                             | Guanyador |
| 2018 | Visions of Gideon | Gold Derby Awards                          | Cançó original                             | Nominat   |
| 2018 | Mystery of Love   | Hawaii Film Critics Society                | Millor cançó                               | Nominat   |
| 2018 | Visions of Gideon | Houston Film Critics Society Awards        | Millor cançó original                      | Nominat   |
| 2018 | Visions of Gideon | Online Film & Television Association       | Millor cançó original                      | Nominat   |
| 2018 | Mystery of Love   | Online Film & Television Association       | Millor cançó original                      | Nominat   |
| 2018 | Visions of Gideon | International Online Cinema Awards (INOCA) | Millor cançó original                      | Guanyador |
| 2018 | Mystery of Love   | International Online Cinema Awards (INOCA) | Millor cançó original                      | Nominat   |
| 2017 | Mystery of Love   | New Mexico Film Critics Awards             | Millor cançó original                      | Guanyador |
| 2017 | Mystery of Love   | Awards Circuit Community Awards            | Millor cançó original                      | Guanyador |
| 2016 | Carrie & Lowell   | Libera Awards                              | Àlbum de l'any                             | Nominat   |
| 2008 | The BQE           | Brendan Gill Prize                         | —                                          | Guanyador |
| 2006 | Illinois          | PLUG Independent Music Awards              | Embalatge d'àlbum de l'any                 | Guanyador |
| 2006 | Illinois          | PLUG Independent Music Awards              | Àlbum de l'any                             | Guanyador |
| 2005 | Illinois          | Shortlist Music Prize                      | New Pantheon Award                         | Guanyador |